# 馬伊科國家公園
馬伊科國家公園是剛果民主共和國的國家公園，位於該國東部偏遠林區，佔地10,885平方公里，建於1970年，野生動物有大猩猩和㺢㹢狓。最近的城市是布滕博和戈馬。最近的城鎮是盧布圖。最近的村是Oslse.盧阿拉巴河和博約馬瀑布也是觀光景點，馬伊科國家公園就在附近。

## 外部連結
Maiko National Park at Protected Planet
Fauna  Flora International （页面存档备份，存于）
Diane Fossey Gorilla Fund International
Frankfurt Zoological Society （页面存档备份，存于）

Jane Goodall Institute （页面存档备份，存于）

Conservation International （页面存档备份，存于）